# Lista de periódicos anarquistas
A seguir, é apresentada uma lista cronológica de periódicos anarquistas e protoanarquistas notáveis.
| Datas de publicação     | Título                                                                                                 | Formato                                    | Língua    | Base de operações                                                                                  |
| ----------------------- | --- | ------------------------------------------ | --------- | -------------------------------------------------------------------------------------------------- |
| 1833                    | The Peaceful Revolutionist                                                                             | Jornal mensal                              | inglês    | Cincinnati, Ohio (US)                                                                              |
| 1872–1890 1892–1893     | The Word                                                                                               | Revista                                    | Inglês    | Princeton, Cambridge (EUA)                                                                         |
| 1879                    | El Descamisado                                                                                         | Jornal                                     | Espanhol  | Buenos Aires, Argentina                                                                            |
| 1879–1910               | Freiheit                                                                                               | Jornal                                     | alemão    | Londres, (Reino Unido) e New York (EUA)                                                            |
| 1879–1885               | Le Révolté                                                                                             | Jornal                                     | Francês   | Geneva (Suíça)                                                                                     |
| 1881–1908               | Liberty                                                                                                | Jornal quinzenal                           | Inglês    | Boston, Massachusetts (EUA)                                                                        |
| 1883–1907               | Lucifer the Lightbearer                                                                                | Jornal semanal                             | Inglês    | Valley Falls, Kansas and Chicago, Illinois (EUA)                                                   |
| 1884–1888?              | The Alarm                                                                                              | Jornal semanal                             | Inglês    | Chicago (EUA)                                                                                      |
| 1886–presente           | Freedom                                                                                                | Tabloide quinzenal                         | Inglês    | Londres (REINO UNIDO)                                                                              |
| 1890–1977               | Fraye Arbeter Shtime                                                                                   | Tabloid                                    | Yiddish   | Estados Unidos                                                                                     |
| 1891–1894               | L'EnDehors                                                                                             | Jornal                                     | Francês   | Paris (França)                                                                                     |
| 1892–1915 1920–1923     | Arbeter Fraynd                                                                                         | Jornal                                     | Yiddish   | Londres (REINO UNIDO)                                                                              |
| 1893                    | El Oprimido                                                                                            | Jornal                                     | Espanhol  | Valparaiso (Chile)                                                                                 |
| 1895–1904               | The Firebrand, 1895–1897 Free Society, 1897–1904                                                       | Jornal                                     | Inglês    | Portland, Oregon ('95-'97), San Francisco, California ('97-'01), Chicago, Illinois ('01-'04) (EUA) |
| 1896–1897               | La Voz de la Mujer                                                                                     | Jornal                                     | Espanhol  | Rosario (Argentina)                                                                                |
| 1896–1932               | Der Eigene                                                                                             | Journal                                    | alemão    | Berlin (Alemanha)                                                                                  |
| 1898–presente           | Brand                                                                                                  | Revista                                    | sueco     | Estocolmo (Suécia)                                                                                 |
| 1898–1905 1923–1936     | La Revista Blanca                                                                                      | Revista                                    | Espanhol  | Madrid e Barcelona (Espanha)                                                                       |
| 1900–??                 | Regeneración                                                                                           | Jornal                                     | Espanhol  | Mexico e Estados Unidos                                                                            |
| 1905–1914               | L'Anarchie                                                                                             | Journal                                    | Francês   | Paris (França)                                                                                     |
| 1900–1903 1905–1908     | Germinal                                                                                               | Journal                                    | Yiddish   | Londres (REINO UNIDO)                                                                              |
| 1903–1918               | Cronaca Sovversiva                                                                                     | Jornal                                     | Italian   | New Jersey (EUA)                                                                                   |
| 1907–1910               | Xin Shiji (新世纪 = New Era, Nouveau Siècle), periódico dos estudantes chineses no exterior em França. | Jornal mensal                              | Chinese   | Paris (França)                                                                                     |
| 1906–1917               | Mother Earth                                                                                           | Revista mensal                             | Inglês    | Estados Unidos                                                                                     |
| 1907–presente           | Solidaridad Obrera                                                                                     | Jornal semanal                             | Espanhol  | Espanha                                                                                            |
| 1907–1932               | Die Aktion                                                                                             | Periódico semanal                          | alemão    | Alemanha                                                                                           |
| 1907–                   | A Lucta Proletária                                                                                     | Periódico semanal                          | Português | Brasil                                                                                             |
| 1911–1923               | Bluestockings Journal                                                                                  | Revista                                    | Japones   | Japão                                                                                              |
| 1911–1919               | Golos Truda                                                                                            | Jornal mensal, semanal, depois diariamente | russo     | New York City, Petrogrado, Moscou                                                                  |
| 1916–1917               | The Blast                                                                                              | Revista quinzenal                          | Inglês    | San Francisco, California (EUA)                                                                    |
| 1917-1951               | A Plebe                                                                                                | Jornal periódico                           | Português | São Paulo, Brasil                                                                                  |
| 1919-1927               | Diário A Batalha                                                                                       | Jornal semanal                             | Português | Lisboa, Portugal                                                                                   |
| 1920–1922 1945–presente | Umanità Nova                                                                                           | Jornal semanal                             | Italiana  | Itália                                                                                             |
| 1922–1939               | L'EnDehors                                                                                             | Jornal                                     | Francês   | Paris (França)                                                                                     |
| 1923–1928               | De Moker                                                                                               | Revista                                    | Holandês  | Países Baixos                                                                                      |
| 1927–1931               | Road to Freedom                                                                                        | Jornal                                     | Inglês    | New York City, New York (EUA)                                                                      |
| 1929–1937               | Iniciales                                                                                              | Revista                                    | Espanhol  | Barcelona and Valencia (Espanha)                                                                   |
| 1932–1939               | Vanguard                                                                                               | Jornal mensal                              | Inglês    | New York City, New York (EUA)                                                                      |
| 1937–1940               | Jingzhe (Chengdu)                                                                                      | Jornal                                     | Chinese   | Chengdu                                                                                            |
| 1942–1952               | Why? An Anarchist Bulletin e Resistance                                                                | Revista                                    | Inglês    | New York City (EUA)                                                                                |
| 1945–1956               | L'Unique                                                                                               | Jornal                                     | francês   | França                                                                                             |
| 1960–1992               | Solidarity                                                                                             | Revista                                    | Inglês    | Londres (REINO UNIDO)                                                                              |
| 1961–1994               | Our Generation                                                                                         | Jornal semestral                           | Inglês    | Montreal (Canada)                                                                                  |
| 1966–1968               | Black Mask                                                                                             | Jornal                                     | Inglês    | New York City, New York (EUA)                                                                      |
| 1965–presente           | Fifth Estate                                                                                           | Revista trienal                            | Inglês    | Detroit, Michigan (EUA)                                                                            |
| 1969–presente           | The Match!                                                                                             | Revista                                    | Inglês    | Tucson, Arizona (EUA)                                                                              |
| 1970–presente           | Black Flag                                                                                             | Jornal anual                               | Inglês    | Reino Unido                                                                                        |
| 1970–presente           | Gateavisa                                                                                              | Jornal                                     | Norwegian | Oslo (Norway)                                                                                      |
| 1971–presente           | A Rivista anarchica                                                                                    | Jornal mensal                              | Italiana  | Itália                                                                                             |
| 1975–1980               | Libero International                                                                                   | Jornal                                     | Inglês    | Kobe (Japan)                                                                                       |
| 1980–presente           | Anarchy: A Journal of Desire Armed                                                                     | Revista trimestral                         | Inglês    | Berkeley, California, originally Columbia, Missouri (EUA)                                          |
| 1981–1997               | Ideas and Action                                                                                       | Revista                                    | Inglês    | Estados Unidos                                                                                     |
| 1981–present            | Social Anarchism                                                                                       | Jornal                                     | Inglês    | Baltimore, Maryland (EUA)                                                                          |
| 1982–presente           | Rebel Worker                                                                                           | Revista bimensal                           | Inglês    | Sydney, Australia                                                                                  |
| 1983–presente           | Class War                                                                                              | Jornal                                     | Inglês    | Londres (REINO UNIDO)                                                                              |
| 1984–presente           | Green Anarchist                                                                                        | Magazine                                   | Inglês    | Reino Unido                                                                                        |
| 1985–presente           | El Libertario                                                                                          | Jornal                                     | Espanhol  | Buenos Aires City (Argentina)                                                                      |
| 1986–presente           | Anarcho-Syndicalist Review                                                                             | Jornal trimestral                          | Inglês    | Estados Unidos                                                                                     |
| 1988-1991               | The Arousal                                                                                            | Revista                                    | Inglês    | Paquistão                                                                                          |
| 1988–presente           | Slingshot!                                                                                             | Jornal trimestral                          | Inglês    | Berkeley, California (EUA)                                                                         |
| 1988–presente           | Organise!                                                                                              | Revista semestral                          | Inglês    | Grã Bretanha e Irlanda                                                                             |
| 1989–2013               | Profane Existence                                                                                      | Revista                                    | Inglês    | Minneapolis, Minnesota (EUA)                                                                       |
| 1993–presente           | Anarchist Studies                                                                                      | Revista semestral                          | Inglês    | Londres, UK                                                                                        |
| 1994–2014               | SchNEWS                                                                                                | Folhas A4 semanais                         | Inglês    | Brighton (REINO UNIDO)                                                                             |
| 1995–presente           | El Libertario                                                                                          | Jornal                                     | Espanhol  | Caracas (Venezuela)                                                                                |
| 1996–2010               | Direct Action                                                                                          | Revista trimestral                         | Inglês    | Manchester (REINO UNIDO)                                                                           |
| 1996–presente           | Perspectives on Anarchist Theory                                                                       | Revista semestral                          | Inglês    | Washington, DC (EUA)                                                                               |
| 1998–presente           | resistance                                                                                             | Boletim mensal                             | Inglês    | Londres (REINO UNIDO)                                                                              |
| 2000–2008               | Green Anarchy                                                                                          | Revista trimestral                         | Inglês    | Eugene, Oregon (EUA)                                                                               |
| 2001–2010               | Abolishing the Borders from Below                                                                      | Revista                                    | Inglês    | Berlin (Germany)                                                                                   |
| 2005–2015               | Rolling Thunder                                                                                        | Revista semestral                          | Inglês    | Estados Unidos                                                                                     |
| 2011–2012               | Tides of Flame                                                                                         | Jornal bimensal                            | Inglês    | Seattle                                                                                            |

## Referência
1. ↑  William Bailie, «Archived copy» (PDF). Consultado em 17 de junho de 2013. Arquivado do original (PDF) em 4 de fevereiro de 2012 Josiah Warren: The First American Anarchist – A Sociological Study, Boston: Small, Maynard & Co., 1906, p. 20
2. ↑  «Ancestry - Sign In». www.ancestry.com
3. ↑  «Ezra Heywood Biography». dwardmac.pitzer.edu. Consultado em 1 de dezembro de 2020
4. ↑  «The Free Love Movement and Radical Individualism, By Wendy McElroy». ncc-1776.org. Consultado em 1 de dezembro de 2020
5. ↑  «Incite» (PDF). Lehman. 1988. Consultado em 5 de maio de 2020
6. ↑  "O primeiro jornal anarquista argentino, de acordo com http://raforum.info/spip.php?article261&lang=fr Arquivado em 2013-12-11 no Wayback Machine (site de uma extensa lista de periódicos anarquistas na Argentina)
7. ↑  mudlark121 (4 de janeiro de 2017). «Today in London's media history: exiled German socialist/anarchist paper Freiheit begins publishing, 1879.». past tense (em inglês). Consultado em 1 de dezembro de 2020
8. ↑  «The Schism Between Individualist and Communist Anarchism». www.wendymcelroy.com. Consultado em 1 de dezembro de 2020
9. ↑  Arbeter Frayndfoi originalmente lançado em 1885, mas só se tornou anarquista em 1892. A publicação foi interrompida durante a Primeira Guerra Mundial.
10. ↑  Para obter informações em espanhol sobre propaganda anarquista no Chile, consulte https://revistakiebre.wordpress.com/2012/07/24/el-oprimidolos-extranjeros-y-la-prehistoria-del-anarquismo-chileno-1889-1897/
11. ↑  "Free Society foi o principal fórum em inglês das idéias anarquistas dos Estados Unidos no início do século XX. Emma Goldman: Making Speech Free, 1902–1909.
12. ↑  Smith, Steven. «Further Notes on Abraham Isaak, Mennonite Anarchist». Consultado em 21 de setembro de 2015
13. ↑  "O artigo foi brevemente revivido em 1901. Um artigo semelhante com o mesmo nome foi publicado posteriormente em Montevidéu, o que sugere que Virginia Bolten também pode ter o fundado e editado após sua deportação."
14. ↑  Molyneux, Maxine (2001). Women's movements in international perspective: Latin America and beyond. [S.l.]: Palgrave MacMillan. p. 24. ISBN 978-0-333-78677-2
15. 1 2  Porton, Richard (1999). Film and the Anarchist Imagination. [S.l.]: Verso. p. 119. ISBN 978-1-85984-261-4
16. ↑  Polt, Richard (2015). The Typewriter Revolution: A Typist's Companion for the 21st Century. [S.l.]: Countryman Press. p. 103. ISBN 978-1-58157-587-3
17. ↑  http://anarchymag.org/about-us/
18. ↑  Feeney, Mary K. (22 de novembro de 2001). «Voices You May Not Want to Hear». Hartford Courant